# Odontosciara pacifica
Odontosciara pacifica är en tvåvingeart som först beskrevs av Edwards 1924.  Odontosciara pacifica ingår i släktet Odontosciara och familjen sorgmyggor. Inga underarter finns listade i Catalogue of Life.